# Gerrit II van Poelgeest
Gerrit II van Poelgeest (soms ook Gerard van Poelgeest), (1393 - 1458) was heer van Poelgeest, Hoogmade en Koudekerk aan den Rijn. Hij is samen met Aleid van Poelgeest een van de bekendste Poelgeesten uit de Nederlandse geschiedenis.
Hij was een zoon van Dirk III van Poelgeest en Barta van Naaldwijk. Vanaf 1410 erft hij alle goederen van zijn vader en volbrengt zijn taak als leerling ridder onder Willem VI van Holland. Na het overlijden van graaf Willem in 1416, belooft hij plechtig zijn trouw aan Jacoba van Beieren en is daarmee een Hoekse medestander in de Hoekse en Kabeljauwse twisten. In 1420 werd met het beleg van Leiden begonnen onder Jan VI van Beieren, in de aanloop naar dit beleg werden alle burchten in de omgeving belegerd, vernield of in brand gestoken. Dit gebeurde ook met de burcht van Poelgeest, deze werd onder leiding van Albrecht Beiling, gezagvoerder onder de Kabeljauwen vernield en in brand gestoken. Vijf jaar later was Gerrit van Poelgeest dit nog niet vergeten en maakte Jacoba van Beieren erop wijs dat Beiling de meest foute tegenstander was tijdens het beleg op Schoonhoven. Zo werd Beiling na de inname van Schoonhoven levend begraven en werd van Poelgeest kastelein van het kasteel van Schoonhoven. Tussen 1425 en 1428 was van Poelgeest altijd in de omgeving van Jacoba van Beieren als raadgever, tijdens de Slag bij Alphen onderscheidde hij zich zo dat hij tot ridder werd geslagen. Na de Zoen van Delft blijft hij aan als kastelein van Schoonhoven, ditmaal onder Filips de Goede. In 1438 krijgt hij Paus Eugenius IV bereid om zijn kerk in Hoogmade tot parochiekerk te benoemen. Hij neemt zitting in de hoogehofraad van Holland vanaf 1435 en wordt in 1439 benoemd tot heer van Westzaan en Krommenie. Van Poelgeest werd tussen 1439/40 benoemd tot kastelein van Teylingen en in 1445 opnieuw tot kastelein van Schoonhoven, waarschijnlijk tot zijn dood.

## Gezin
Van Poelgeest was getrouwd met Margretha van Doornick (uit het geslacht Langerak) in 1415 en kregen minstens twee kinderen:
- Johanna van Poelgeest (1416/19 - 1499) kortweg Anna genaamd, huwde met Jacob van den Woude, heer van Woude en Alkemade.
- Gerrit III van Poelgeest (1420 - 1482)